# Wonder Woman: The Hiketeia
Wonder Woman: The Hiketeia  è un graphic novel di Wonder Woman, scritto da Greg Rucka e disegnato da J.G. Jones. Venne pubblicato dalla DC Comics nel 2002.

## Trama
Scritta da Greg Rucka un anno prima di iniziare la sua serie sul personaggio a partire dal numero 195 della testata Wonder Woman (volume 2), la storia è ispirata alle classiche tragedie greche, con una trama che ruota intorno ai concetti di dovere e vendetta e un finale tragico. Una sera, una giovane donna di nome Danielle Wellys si presenta a Wonder Woman invocando il sacro rituale dell'Hiketeia, che porta l'amazzone a dover giurarle eterna protezione e ospitalità. Ma Wonder Woman scoprirà presto che la ragazza è una serial killer, colpevole di aver assassinato gli spacciatori che avevano usato sua sorella come schiava sessuale per poi ucciderla, e che, per questo motivo, sta fuggendo dalla polizia ed è ricercata da Batman. Questa complicata situazione porterà Diana a dover scegliere tra infrangere un vincolo sacro ed agire contro la giustizia scontrandosi con l'amico Bruce Wayne.

## Critica
Alla sua pubblicazione, nel 2002, il graphic novel è stato accolto molto positivamente da pubblico e critica, tanto da essere considerato da alcuni esperti come la migliore storia di Wonder Woman mai scritta.